# Haluza
Haluza (en hebreu, חלוצה), també coneguda com a Halasa, Chellous (Χελλοὺς en grec, encara que en el Mapa de Madaba del segle sisè la ciutat apareix com ΕΛΟΥΣΑ), al-Khalasa, al-Khalūṣ (àrab) i Elusa, és una ciutat situada al Nègueb, Israel, que en l'antiguitat va formar part de la ruta de l'Encens nabatea. Per la seva importància històrica, la Unesco li ha donat l'estatus de Patrimoni de la Humanitat, juntament amb altres tres ciutats del Nègueb: Mamshit, Avdat i Xivtà, l'any 2005. La ciutat és una de les dues ubicacions potencials de la ciutat bíblica de Siclag; en aquest cas, Siclag es considera un derivat d'Halusah, que significa 'fortalesa'. En la traducció judeoàrab de Saadia Gaon del Pentateuc, associa Haluzal amb ciutat bíblica de Gerar (judeoàrab: אלכ'לוץ = al-Khalūṣ).

## El jaciment
Les ruïnes de la ciutat es troben a Al-Khalasa (Khalasah), al sud-oest de Beerxeba, en una gran plana a Israel-Palestina. S'han trobat nombroses inscripcions al lloc. A la mateixa zona, segons el Tàrgum, es trobava el desert del sud amb el pou on l'àngel va trobar Agar (Gènesi 16:7).
Les excavacions arqueològiques de l'àrea es van dificultar en part per la presència de sorres movedisses als voltants de la ciutat. Malgrat aquests problemes, es van trobar carrers nabatees, juntament amb dues esglésies, un teatre, un lloc per fer vi i una torre. A diferència d'altres ciutats de la ruta de l'Encens, el sòl d'Haluza ha estat excavat sense que es tingués en compte la importància de tornar les pedres als seus llocs originaris, fet que ha complicat les excavacions futures.

## Història
La ciutat s'esmenta amb el nom Chellous (Χελλοὺς) en el Llibre de Judit, i, 9. També l'anomenen Ptolemeu com a part d'Edom, Esteve de Bizanci com a pertanyent a la província d'Aràbia Pètria i en l'actualitat a Palestina Tertia, Jeroni d'Estridó, el pelegrí Teodosi i Joan Mosc. El nom apareix també en la Tabula Peutingeriana.

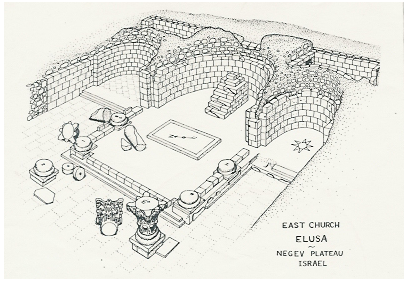
Vista isomètrica de la catedral d'Elusa (catedral de l'Est), 1980, Universitat de l'estat de Mississipi i Universitat Hebrea de Jerusalem

En la seva biografia d'Hilarió, Jeroni diu que, al segle iv, a Haluza hi havia un gran temple dedicat a Afrodita.

## Història eclesiàstica
Segons els registres, Hilarió va introduir el cristianisme a Haluza al segle iv.
A principis del segle següent, un bisbe d'Haluza, després d'haver redimit el fill de Nilus de Sinaí, a qui els àrabs s'havien portat des del mont Sinaí, els va ordenar sacerdots tant a ell com al seu pare. Altres bisbes coneguts són Teòdul, 431; Aretes, 451; Pere, 518; i Zenobi, 536.
Haluza continua sent una diòcesi titular del catolicisme romà a la província eclesiàstica de Palestina Tertia, liderada per l'arquebisbe de Petra.

## Galeria

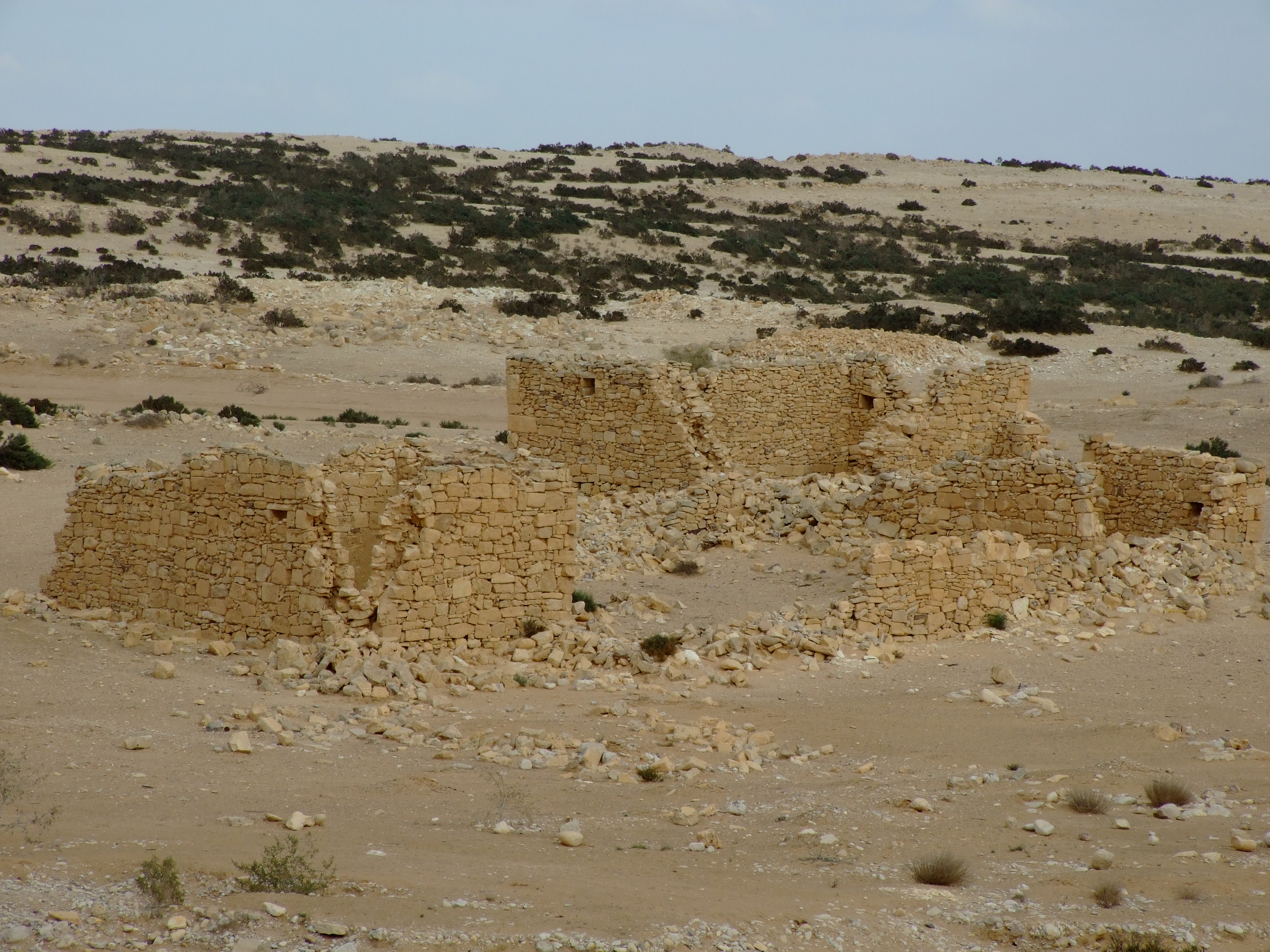
Ruïnes a Haluza
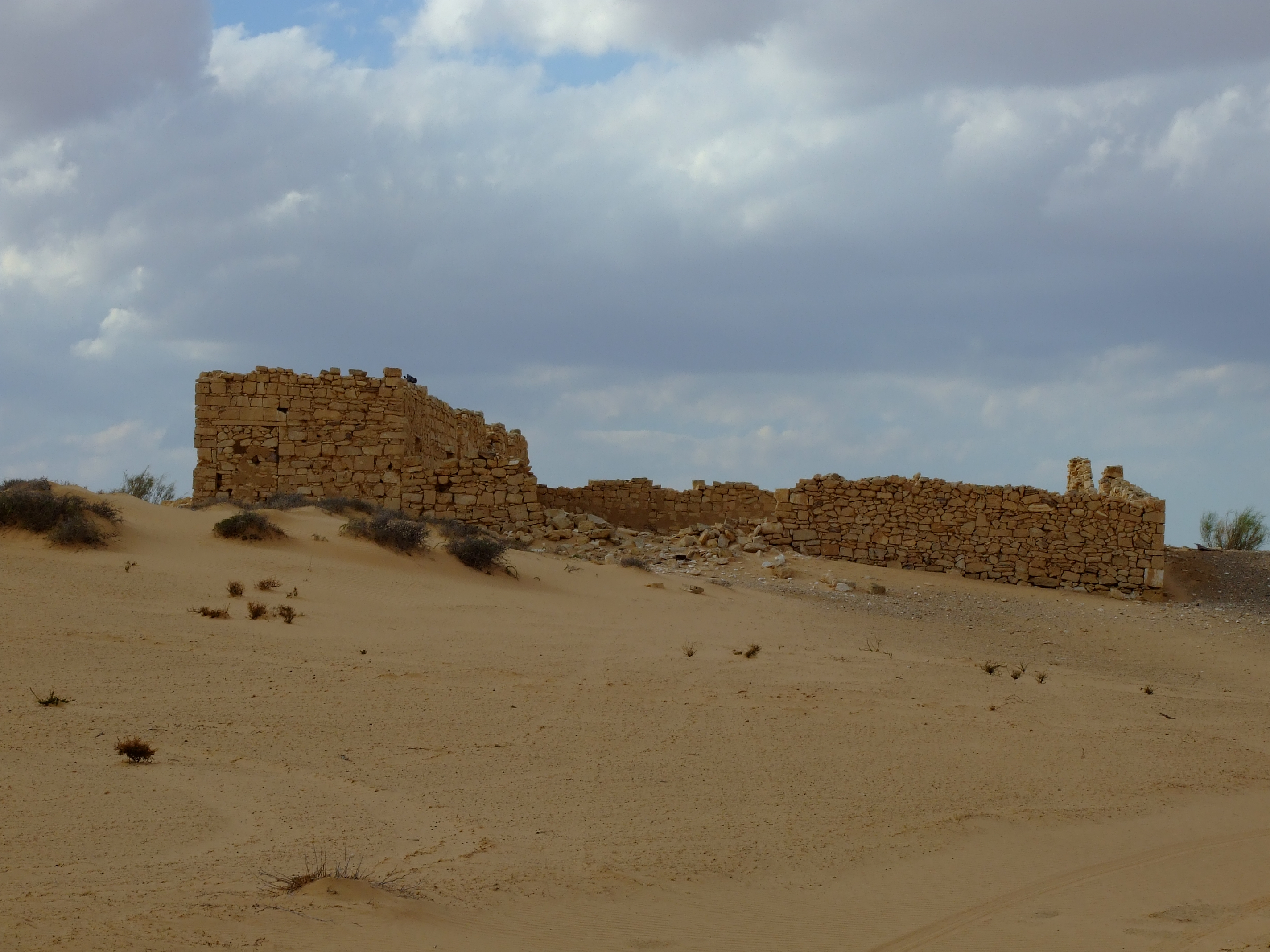
Restes de la guarnició a l'extrem sud-oest d'Haluza
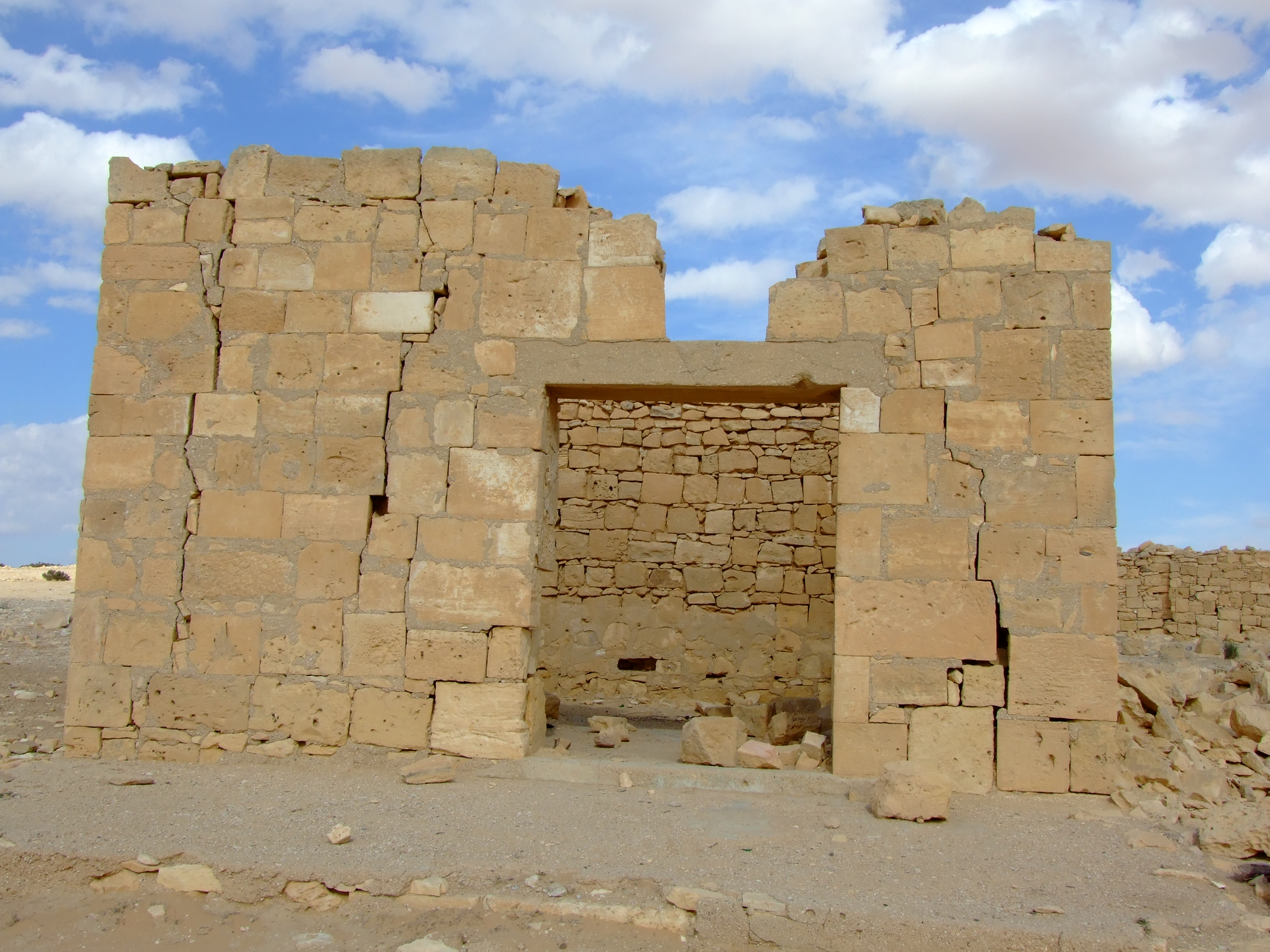
Restes d'una casa
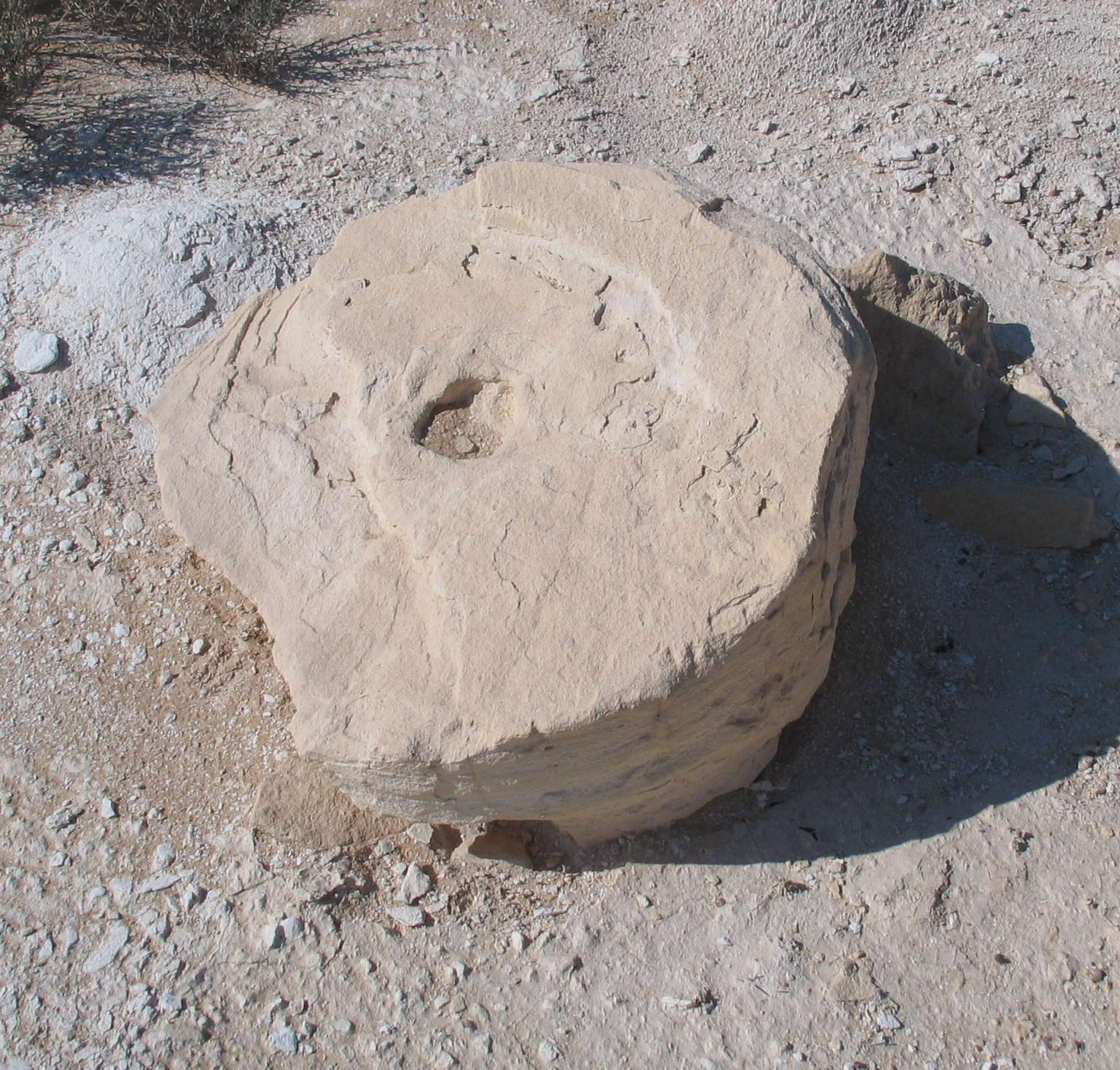
Detall d'un artefacte
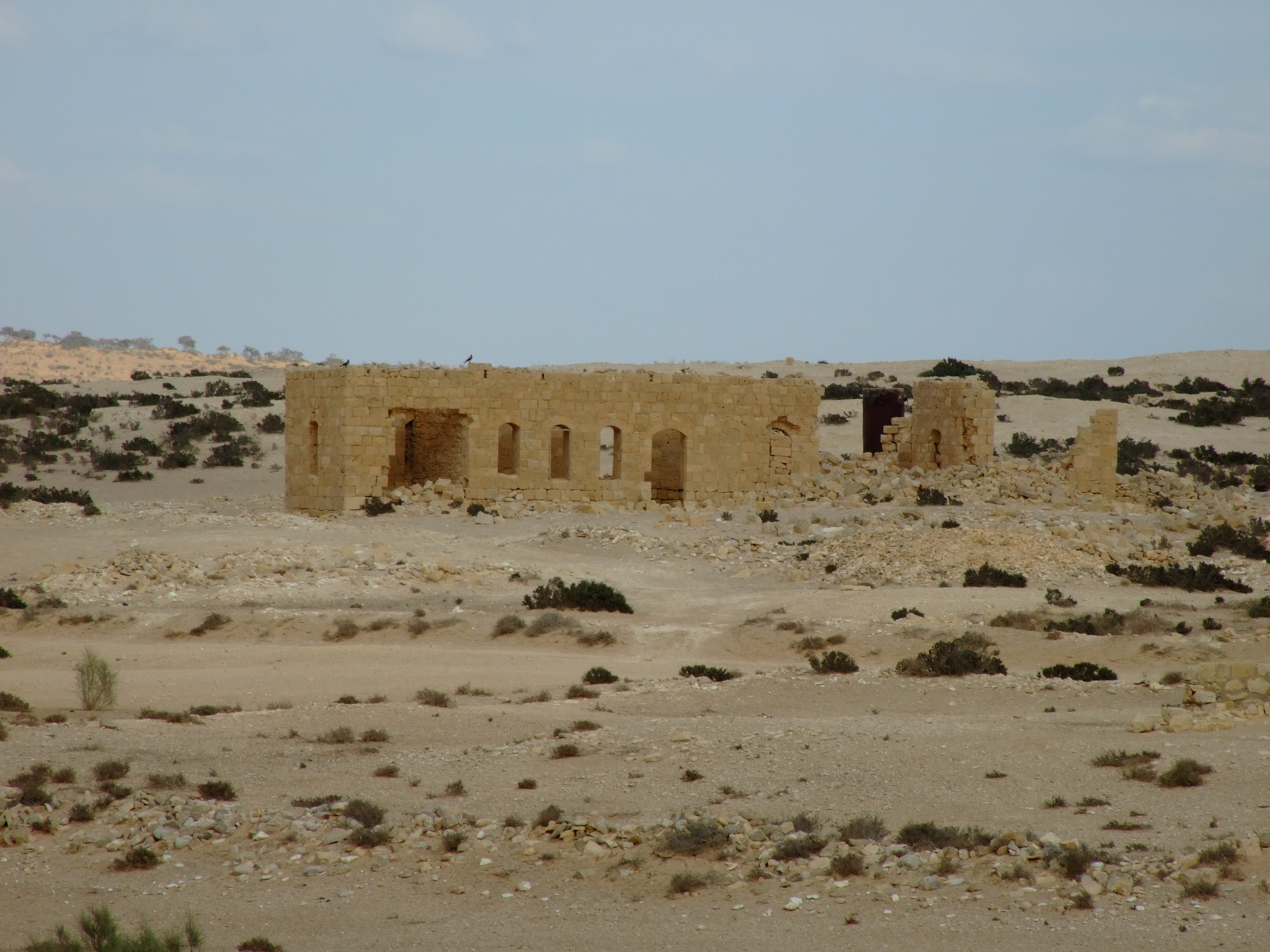
Restes d'un molí de farina